# Dirk van der Ploeg

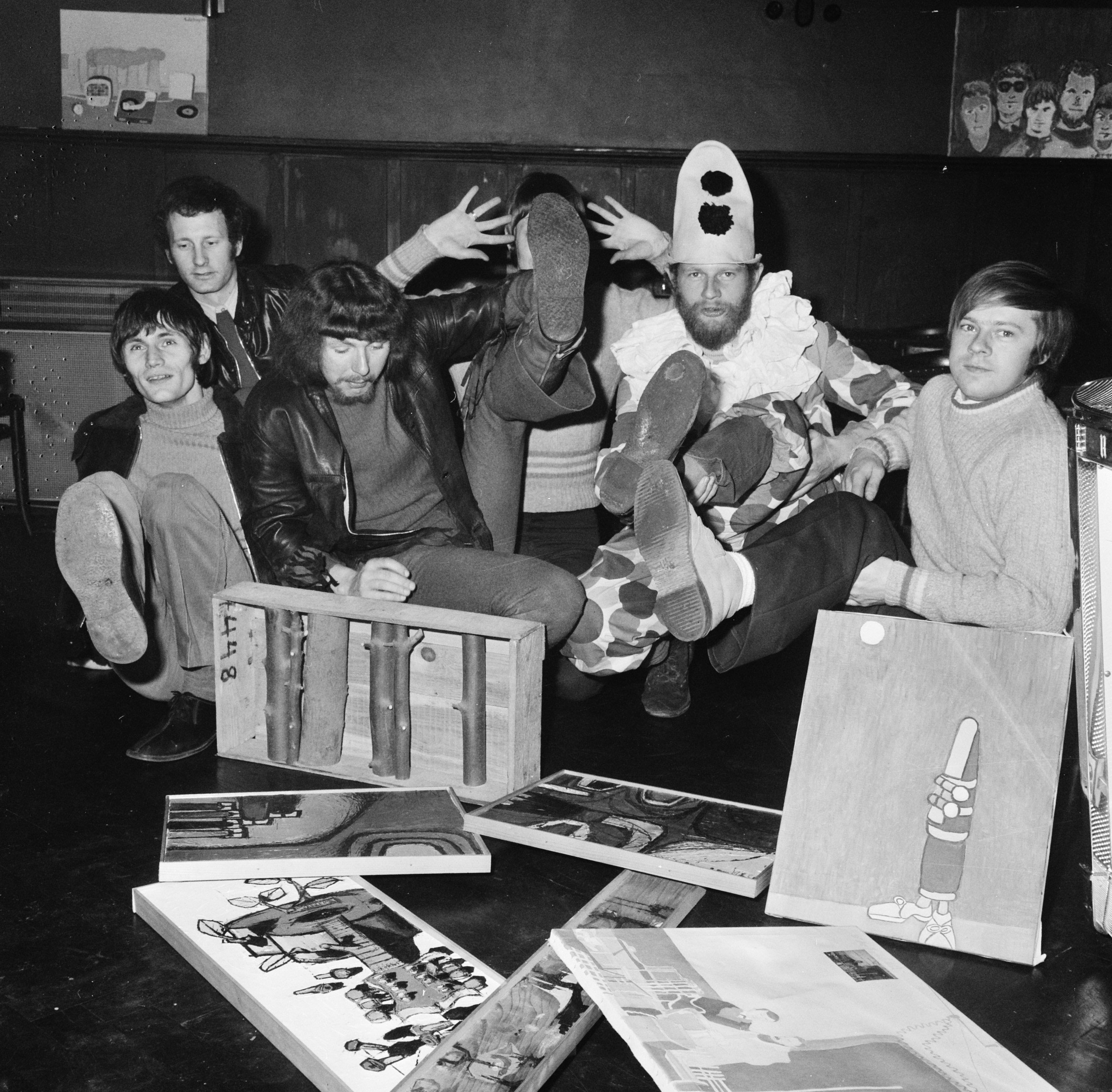
Zen, met Dirk van der Ploeg als derde van links

Dirk Andries van der Ploeg (Amsterdam, 2 april 1943) is een Nederlands musicus. Hij is medeoprichter van de band Zen. 
Van der Ploeg groeide op in Betondorp. Hij speelde er als kind voetbal met de zoon van de plaatselijke groenteman, Johan Cruijff. Zijn interesse voor muziek werd al snel duidelijk. Hij kreeg als kind orgelles en leerde zichzelf daarna gitaar spelen. Samen met medeoprichter van de latere band Zen, Siegfried de Jong, speelde Van der Ploeg, in hun tijd op de kweekschool, jazz met volle bezetting van klarinet, trompet, trombone, banjo, bas en drum. Ze verdienden wat bij door als trio op feestjes Dixieland te spelen, waarbij Van der Ploeg ook op de banjo speelde. In 1963 deden Van der Ploeg en De Jong mee aan het Loosdrechts Jazz-concours (saxofoon, gitaar en bas).

## Discografie
Van der Ploeg richtte zich tijdens zijn muziekcarrière voornamelijk op popmuziek. Hij componeerde zelf vanaf de jaren 60. Hij werd vooral bekend van de singel Hair (musical), die door de band Zen werd uitgebracht in een nieuwe versie. Veel muziek op het gelijknamige album (lp) werd echter geschreven door Van der Ploeg zelf, zoals de tevens als single uitgebrachte nummers You better start running away from me en Don't try reincarnation. 
Na het succes van Zen bracht Van der Ploeg zelf een album uit, onder de naam Dirk van der Ploeg, dat geproduceerd werd door Boudewijn de Groot en waarbij hij onder andere samenwerkte met Patricia Paay, Louis Debij en Koos Serierse.

## Privé
Van der Ploeg trouwde in 1973 met Martje Tolhuis (1945-2019) en kreeg twee dochters, Minet (1967) en Jamaica (1975). Naast zijn carrière als muzikant, werkte Van der Ploeg als vrachtwagenchauffeur, als barman in de Spuyt (Amsterdam) en na zijn universitaire studie (Psychologie), in de jaren 80 en 90 als methodoloog aan de universiteiten van Utrecht en Leiden. Vanaf 2008 verhuisde hij met zijn vrouw naar Frankrijk (Morvan en Provence). Hij is niet langer in staat muziek te maken, omdat zijn gehoor te slecht is.
Dirk Andries van der Ploeg is de broer van emeritus hoogleraar orthopedagogiek Jan Dirk van der Ploeg en oom van de inmiddels overleden kunstenaar en muzikant Maarten van der Ploeg en zijn broer, regisseur Rogier van der Ploeg.
- MusicBrainz: bbbc545e-051a-4f43-850e-150d47259e78
- Nederlandse Thesaurus van Auteursnamen: 072632305
- Virtual International Authority File: 286764941